# C/1847 T1
C/1847 T1 (również kometa Pani Mitchell) – kometa jednopojawieniowa, nie powróci już najprawdopodobniej w okolice Słońca. Widoczna była gołym okiem.

## Odkrycie i orbita komety
Kometę C/1847 T1 odkryła 1 października 1847 roku Maria Mitchell. Kilka dni później dostrzegł ją także Francesco de Vico. Kometa osiągnęła swe peryhelium 14 listopada 1847 roku i znalazła się w odległości 0,3 au od Słońca. Poruszała się po hiperbolicznej orbicie o nachyleniu 108,1° względem ekliptyki.